# Mikrozaury

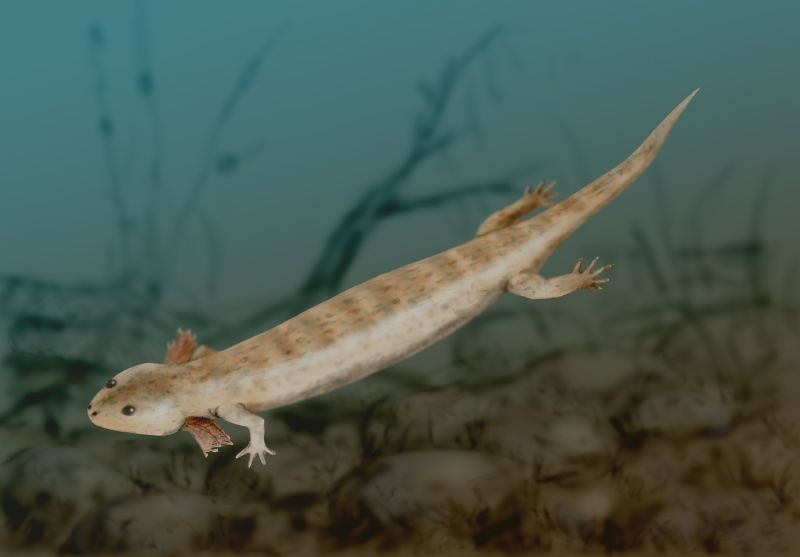
Microbrachis.

Mikrozaury (Microsauria) – rząd wymarłych płazów z grupy lepospondyli żyjących od wczesnego karbonu do wczesnego permu.
Wszystkie mikrozaury miały krótkie ogony i małe nogi, ale poza tym były dość zróżnicowane. Należą do nich jaszczurkopodobne zwierzęta dobrze dostosowane do życia na suchym lądzie, formy ryjące i inne, które, jak współczesny aksolotl, zachowywały skrzela przez całe życie i prawdopodobnie nigdy nie opuszczały środowiska wodnego.
Mogą być przodkami salamander i traszek, jeśli ta grupa nie pochodzi od temnospondyli wraz z żabami i ropuchami.